# Metro van Marseille
De metro van Marseille is een bandenmetro op basis van de techniek van de RATP. Er zijn twee metrolijnen die een totale lengte van 19 km hebben. De eerste lijn (lijn 1) werd in 1977 in dienst genomen. Daarnaast kent Marseille een tramnetwerk.

## Lijn 1
Lijn 1 werd in 1977-1978 in gebruik genomen tussen de stations La Rose en Castellane (9,4 km en 12 stations). In 1992 werd de lijn verlengd naar La Timone. In 2010 werd de laatste verlenging naar Fourragère afgewerkt.

## Lijn 2
Lijn 2 werd in 1984 geopend en loopt anno 2009 van metrostation Bougainville tot Sainte-Marguerite Dromel (8,9 km en 12 stations). De lijn is ondergronds behalve bij Bougainville en Sainte-Marguerite Dromel. In 1986 werd de lijn verlengd van Castellane naar Sainte-Marguerite Dromel. In februari 1987 werd de verlenging van Joliette naar Bougainville in dienst genomen.